# Tris(2,3-dibrompropyl)isocyanurat
Tris(2,3-dibrompropyl)isocyanurat (TDBP-TAZTO) ist eine chemische Verbindung, die einen zentralen Isocyanursäure-Sechsring sowie drei 2,3-Dibrompropyl-Substituenten besitzt und als Flammschutzmittel verwendet wird.

## Herstellung
Tris(2,3-dibrompropyl)isocyanurat wird durch Bromierung von Triallylisocyanurat erhalten, wodurch ein Stereoisomerengemisch im Verhältnis 1:3:3:1 [(R,R,R), (R,R,S), (R,S,S), (S,S,S)] entsteht.

## Verwendung
Tris(2,3-dibrompropyl)isocyanurat wird als additives Flammschutzmittel eingesetzt. Im Jahr 2015 wurden in Japan 5000–6000 Tonnen davon importiert bzw. hergestellt.

## Umweltrelevanz
Die Chemikalie wurde in Wasser, Boden, Sedimenten, Würmern und Fischen gefunden und ein Biomagnifikationspotential festgestellt.